# Saksi (Estland)
Saksi is een plaats in de Estische provincie Lääne-Virumaa, sinds 2005 behorend tot de gemeente Tapa. De plaats heeft 53 inwoners (2021) en heeft de status van dorp (Estisch: küla).
Tot 2005 vormde Saksi een afzonderlijke gemeente (Saksi vald) met een oppervlakte van 109,3 km². In het jaar van opheffing telde deze 1176 inwoners. Het grootste deel van de gemeente behoort thans tot Tapa; drie dorpen (Kiku, Pariisi en Salda) gingen over naar Kadrina.